# Associació Espanyola de la Rosa
L'Associació Espanyola de la Rosa (AEROSA, societat espanyola de les roses) és una associació espanyola, sense ànim de lucre, dedicada al cultiu i al coneixement de les roses. Fundada en 1996, l'AEROSA és una associació estatal que agrupa al voltant de 1.500 socis, particulars o professionals, organitzats en diverses associacions locals o afiliades. És membre de la Federació Mundial de les Societats de la Rosa i la seua presidenta és Matilde Ferrer Sena.
L'AEROSA organitza concursos de roses, convencions. Des de l'any 1991 publica anualment el butlletí Rosa-Rosae i l'any 2000 va publicar el primer Catàleg de varietats de roses espanyoles. Té la seu al recinte del grup Rosas Ferrer a Xiva, on es troba el roserar, la Col·lecció VFF, un espai dedicat a la història de les roses amb 25 espècies botàniques, 50 varietats antigues i 300 varietats modernes.